# Scolopia coriacea
Scolopia coriacea är en videväxtart som beskrevs av Louis René Tulasne. Scolopia coriacea ingår i släktet Scolopia och familjen videväxter. Inga underarter finns listade i Catalogue of Life.